# История Тюмени

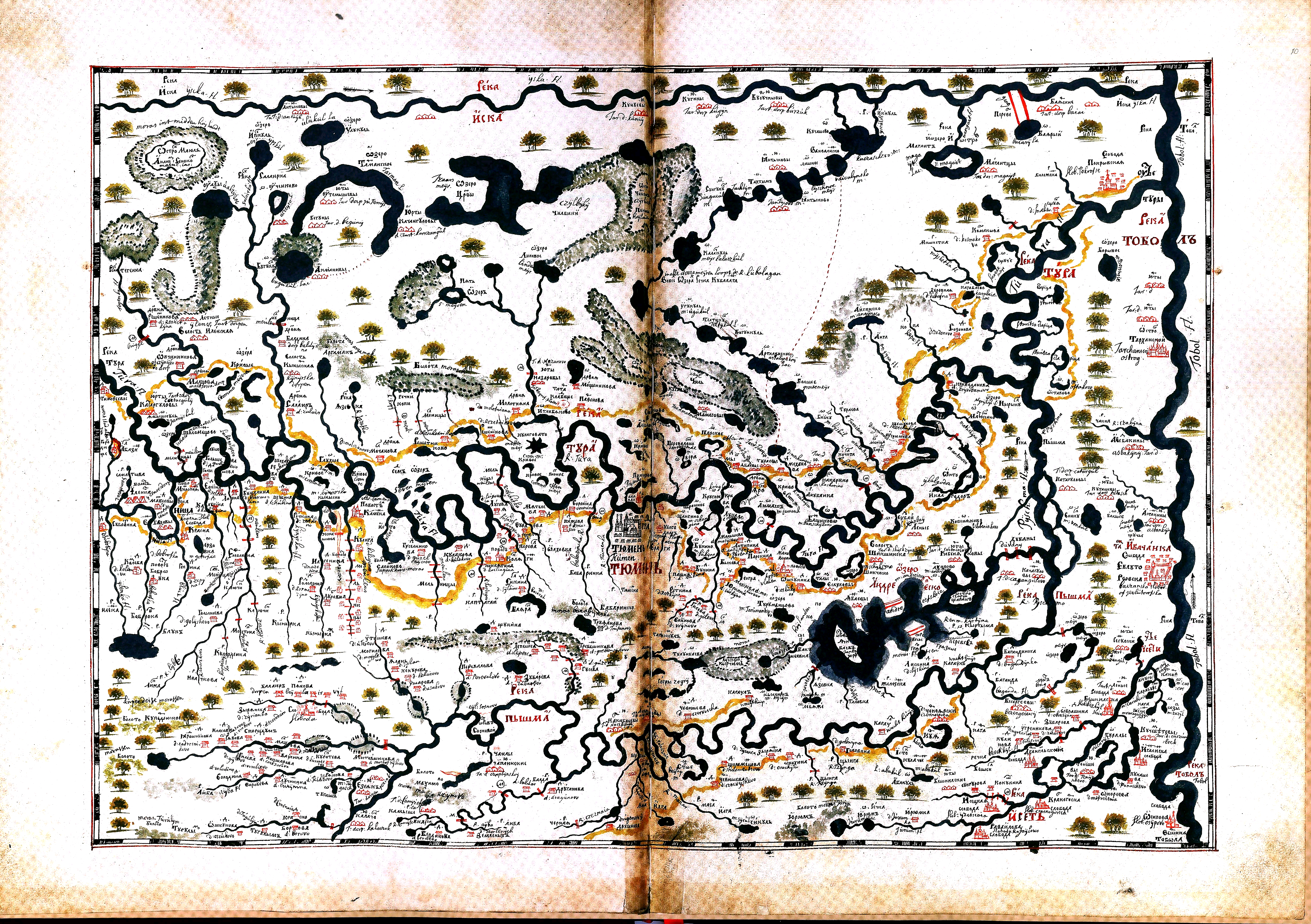
Карта города Тюмень с окрестностями конца XVII века из «Чертёжной книги Сибири, составленной тобольским сыном боярским Семёном Ремезовым в 1701 г.», — СПБ, 1882

История города Тюмени начинается с первого упоминания в 1406 году в Архангелогородском летописце (Устюжский летописный свод). После включения в состав России Тюмень стала важным транспортным и торговым центром, в советское время — столицей Тюменской области и центром освоения тюменской нефти. В настоящее время Тюмень — один из быстро развивающихся промышленных и административных городов России.

## Историография
Ранняя история Тюмени отражена в труде первого профессионального историка Сибири Г. Ф. Миллера «Описание Сибирского царства», опубликованном в 1750 г.
Краевед Н. А. Абрамов в статье «Город Тюмень», опубликованной в 1858 г. в «Вестнике Русского географического общества» (ч. 23), впервые попытался создать очерк истории города до середины XIX в.
До Великой Октябрьской социалистической революции наиболее значительный вклад в изучение исторического прошлого города сделал П. М. Головачёв, выпустивший в 1903 г. сборник документов «Тюмень в XVII столетии».
Советские историки-сибиреведы С. В. Бахрушин, В. И. Щунков исследовали роль городов, в том числе Тюмени, в освоении Сибири.
Историю становления Советской власти в Тюмени изучал П. И. Рощевский в книгах «Октябрь в Зауралье» (1959), «Гражданская война в Зауралье» (1966).
М. М. Громыко, Н. Курилов, В. А. Скубневский, Г. X. Рабинович и другие авторы исследовали развитие Тюмени как ремесленно-торгового центра, участие служилых людей в становлении города, структуру обрабатывающей промышленности Тобольской губернии и численность занятых в ней рабочих.
В. И. Кочедамов, А. М. Прибыткова, С. В. Копылова посвятили свои труды историко-архитектурным памятникам Тюмени.

## Предшественники города

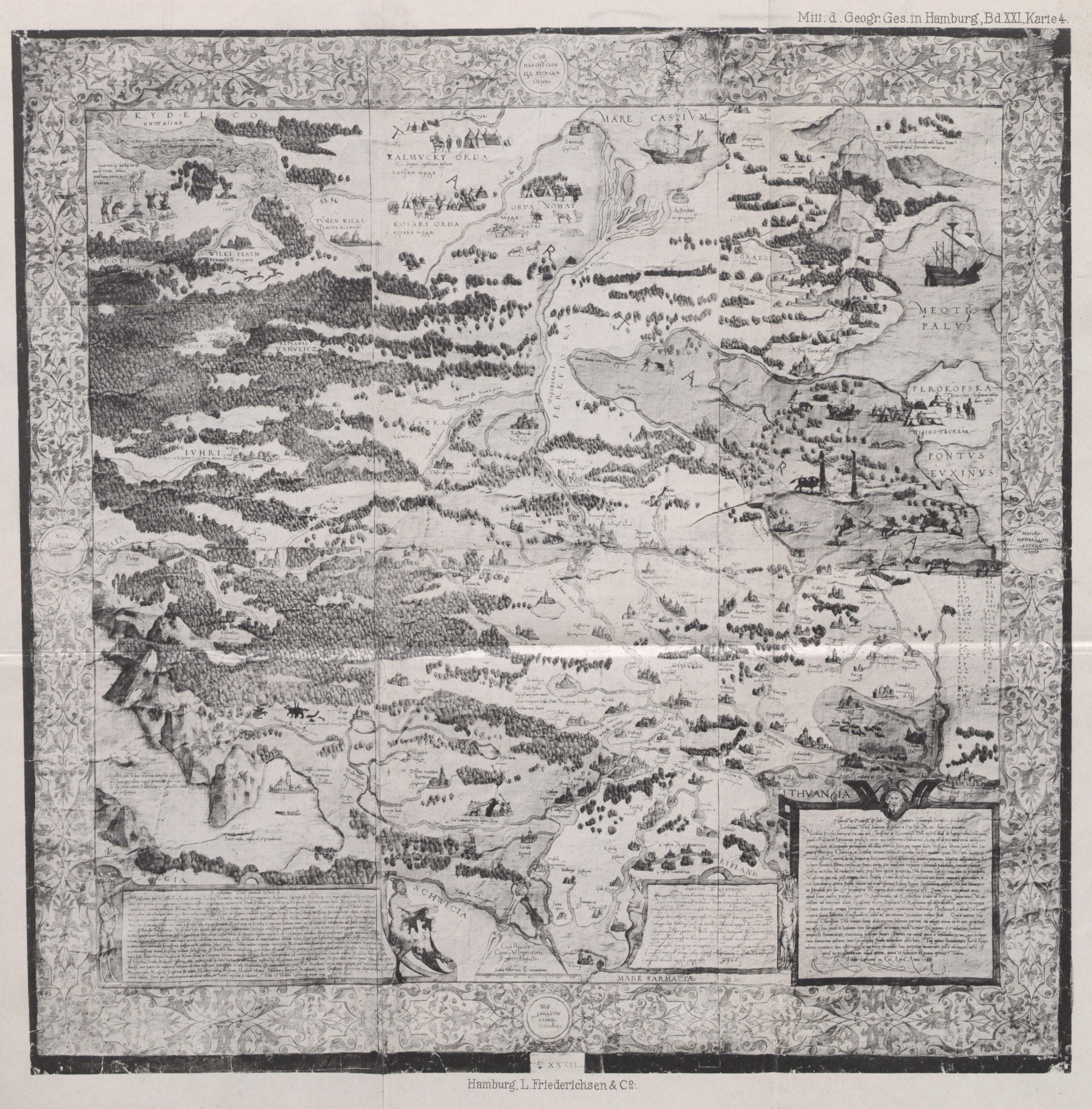
Карта Антония Вида из книги Генриха Михова (1906). Имеет перевёрнутый вид (слева север, наверху восток). Тюмень находится в верхнем левом углу.

Первые следы пребывания человека на территории современной Тюмени обнаруживаются на берегах Андреевского озера (козловская и кошкинская археологические культуры эпохи неолита) и на левом берегу Туры (саргатская культура раннего железного века).
В XIII—XVI веках на берегу реки Тюменки находилась столица Тюменского ханства Чинги-Тура (Чимги-Тура).
Впервые название «Тюмень» упоминается в 1406 году в Архангелогородском летописце (Устюжский летописный свод), где говорится (л. 215 об. — 216):
Тое же зимы царь Женибек уби Тактамыша в Сибирскои земли близ Тюмени, а сам седе на Орде.
На карте А. Вида (составлена между 1537 и 1544 годами по показаниям воеводы И. В. Ляцкого) указан «Tvmen Wilky (Туменъ Великий)».
В 1549 году австрийский дипломат С. фон Герберштейн написал книгу «Записки о Московии», где была упомянута и крепость Тюмень:
Если подниматься от Обской крепости по реке Оби до устьев реки Иртыша, в который впадает Сосва, то это составит три месяца пути. В этих местах находятся две крепости Ером (Ierom) и Тюмень, которыми управляют властелины, князья югорские, платящие (как говорят) дань великому князю московскому.
Ко времени завоевания Сибири Чинги-Тура уже потеряла своё влияние и 1 августа 1581 года была взята штурмом казаками.

## Тюменская крепость

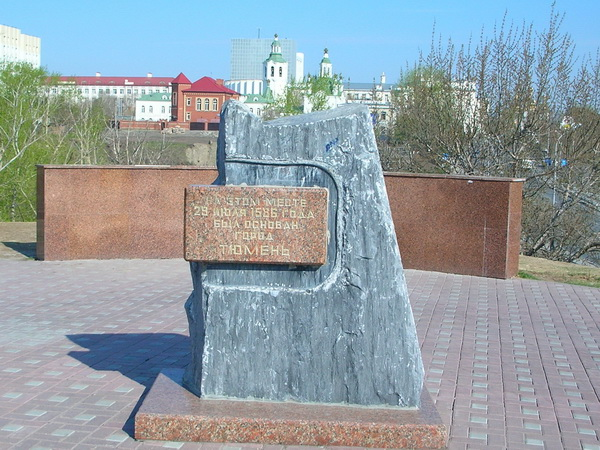
Камень на месте основания города.

Русская Тюмень впервые упомянута приблизительно в феврале 1586 года в наказе приставам Е. Л. Ржевскому и Г. Б. Васильчикову по поводу встречи польского посла М. Б. Гарабурды:
А поделал государь городы в Сибирской земле в Старой Сибири и в Новой Сибири, на Тюменском городище и на Оби на усть Иртыша тут город те государевы люди поставили, и сидят по тем городам и дань со всех тех земель емлют на государя.
Строительство русского Тюменского острога было начато 29 июля (8 августа) 1586 года недалеко от Чинги-Туры, по указу царя Фёдора Ивановича. Об этом событии в краткой сибирской летописи сказано:
Лета 7093 посланы воеводы с Москвы Василие Борисов Сукин, да Иван Мясной, да письменный голова Данило Чулков с тремя сты человек, поставиша град Тюмень июля в 29 день, еже Чимги слых…

Также к основанию города имел отношение и голова Тюменских служилых татар Майтмас Ачекматов, который: 
Ставил … с русскими служилыми людьми три города — Тобольск, Тюмень, Тару...

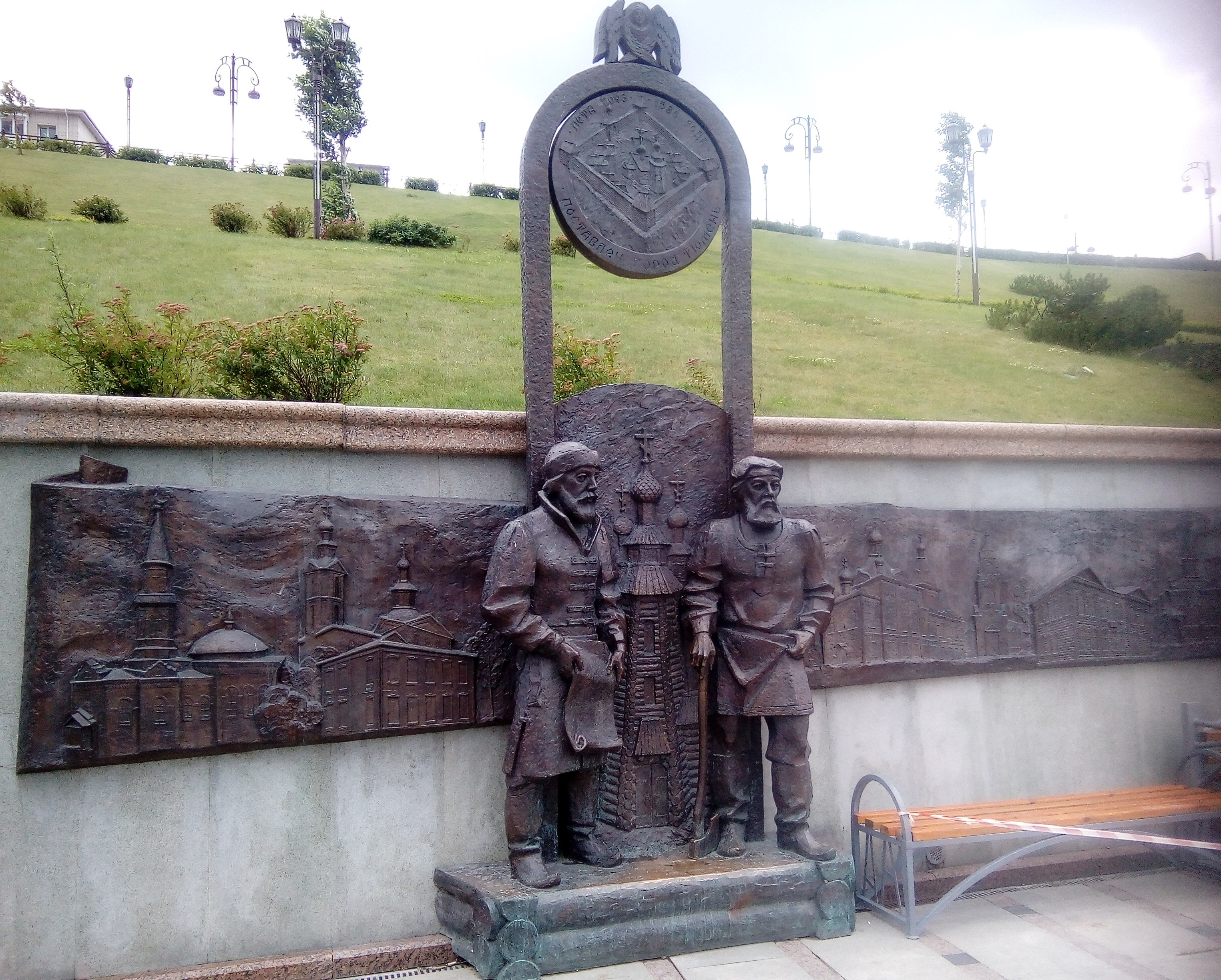
Скульптура с основателями Тюмени, воеводами Мясным и Сукиным, на набережной реки Туры

Для крепости был выбран просторный мыс, ограниченный с запада оврагами и речкой Тюменкой, с востока — Турой.

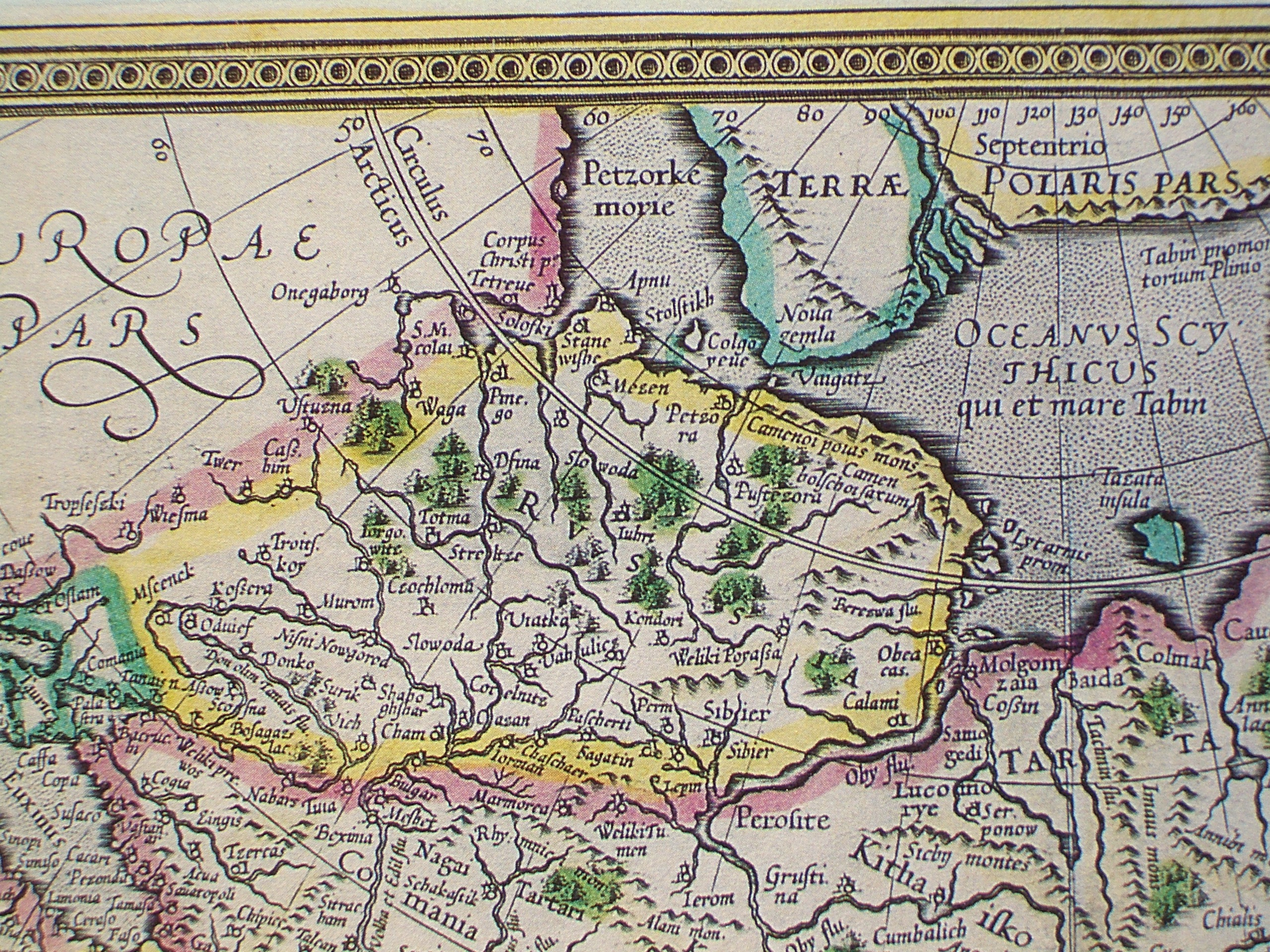
Weliki Tumen в Атласе Г. Меркатора (1595)

Тюмень была поставлена на древней караванной дороге из Средней Азии в Поволжье, на так называемом «Тюменском волоке», за который шла вековая борьба кочевников южной Сибири. Водные артерии связывали Тюмень с землями Крайнего Севера и далёкого Востока. Первоначальное население города соответствовало его пограничному положению. Город заселялся в основном пермскими, сольвычегодскими, устюжскими переселенцами:8. Первое место среди жителей Тюмени принадлежало служилым людям: боярам, стрельцам, казакам. По данным дозорной книги 1624 г., более половины дворов в Тюмени принадлежало служилым людям: 153 — действующим и 16 — бобылям, вдовам и отставным из 307 дворов. 10 дворов были — приказных людей, детей боярских, воевод; 11 — священно-и церковнослужителей; 68 — посадских; 49 — крестьянских; ; 24 — бывших ямщиков.
В 1635 г. из-за обострения на степном пограничье в Тюмень прибыли дополнительно 500 стрельцов из Холмогор, так что в 1640-х годах тюменский гарнизон вырос до 790 стрельцов и казаков.
В Тюмени находилась одна из первых в Сибири ямских слобод, основанная в 1605 году. В 1618 году монахом Нифонтом был основан Троицкий монастырь:11.
В первые годы город подвергался нападениям татар и калмыков. Одно из них, предположительно, легло в основу «Повести о Таре и Тюмени», приписываемой дьяку Тобольского архиепископского дома Савве Есипову.
В 1640—1642 годах, при воеводе Григории Барятинском, центральная часть города была укреплена, образовавшиеся к этому времени слободы (Ямская, Татарско-Бухарская, Кожевенная) обнесены стенами:8. Постепенно, с исчезновением военной угрозы, первоочередным занятием горожан стали ремёсла. Широкого развития достигло кузнечное, колокольное, мыловаренное, кожевенное производство. При этом все жители держали скот — коров, лошадей, овец.
Благодаря пролегавшим через город караванному пути из Средней Азии в Тобольск и Транссибирскому сухопутному тракту Тюмень развивалась как транспортный и торговый узел.

## Строительство города
В 1695 году в городе произошёл пожар, в результате которого деревянный город сгорел. После этого началось каменное строительство, которое, впрочем, уступало деревянному. Из каменных строений того времени сохранился комплекс Троицкого монастыря.
В 1708 году Тюмень была включена в состав учреждённой Сибирской губернии.
10 (21) марта 1712 года указом первого губернатора Сибири Матвея Петровича Гагарина вместо воеводы Копьева на должность коменданта Тюмени назначен стольник Григорий Иванович Вахромеев, первый государственный служащий в Тюменском уезде со времени введения государственной службы и губернского устройства.
В 1782 году стала уездным городом Тобольского наместничества, с 1796 — Тобольской губернии.
Утратив черты аграрного города, Тюмень к концу XVIII в. столетия по масштабам ремесленного производства опередила губернскую столицу Тобольск и вышла на одно из первых мест среди сибирских городов, получив признание как кожевенный и обувной центр, обеспечивавший более половины выделки кож в Западной Сибири. Так, за год с мая 1809 по апрель 1810 г. 25 тюменских кожевенных мануфактурах выработали 76 100 кож, превзойдя совокупное годовое производство Рязанской и Пензенской губерний. Тюменские кожи шли на экспорт в Туркестан, Китай, продавались на Ирбитской ярмарке и в центральной России. Также в Тюмени развивались сапожное, ковровое, гончарное производства и металлообработка.
В 1763 году в городе проживали 6593 человека, из них 317 ремесленников.

## Центр транспорта, ремёсел и торговли
В XIX веке одновременно с упадком Тобольска город входит в полосу расцвета. В ходе промышленной революции мануфактурное производство сменяется фабричным. Технический переворот в речных перевозках обеспечили пароходы: в 1838 г. в Тюмени был спущен на воду первый в Сибири пароход. В 40-50-х годах XIX в. и спустя двадцать лет пароходы вытеснили парусно-гребные суда из перевозок грузов на дальние расстояния на Туре. Тюмень стала развиваться как центр судостроения (начиная с механической мастерской по сборке пароходов англичан Гакса и Гуллета, открытой в 1863 году) и база речного парового флота.
В 1864 году в пригородной деревне Мыс заложили судостроительный и механический завод нижегородский судовладелец Колчин и белёвский купец И.И.Игнатов. Англичане Вардропперы через 4 года открыли третье судостроительное предприятие в Тюмени. А к концу XIX в. в городе действовали также филиалы судостроительных заводов Урала и центральной России, ремонтные базы пароходств Плотниковых, Корниловых, Воткинского и Богословских горных заводов.
Из курсировавших в 1844—1917 г.г. в Обь-Иртышском бассейне пароходов львиная доля была построена в Тюмени (192 из 251). В этом же городе располагались правления и конторы пароходств и торговых домов Курбатова и Игнатова, Трапезникова, Корнилова, Плотникова, Половцева и др. В 1899 г. крупнейшие судовладельцы объединились в «Товарищество Западно-Сибирского пароходства и торговли» («Товарпар») — первую монополию в сибирском речном судоходстве.
В 1868 г. в Тюмени основан пивоваренный завод Н. М. Давыдовской, выпускавший премированные на международных выставках сорта «Кульбахерское», «Экстра», «Кабинетное». Фруктовые напитки на базе местной минеральной воды удостоены золотых медалей в Брюсселе и Мадриде.
Особый импульс развитию придало проведение в город Транссибирской магистрали. Неслучайно граф Посьет, настоявший на тюменском маршруте железной дороги, был удостоен звания почётного гражданина города. Главным городским производством в Тюмени XIX века было кожевенное — во второй половине XIX века в городе действовало до семидесяти кожевенных заводов; до второй половины XIX века было развито также ковроткачество:10. Тюмень была и важным центром торговли. С 1845 года до начала XX века в Тюмени ежегодно проводилась крупная Васильевская ярмарка:10, в городе проходила также международная жировая ярмарка. К концу столетия действовало более десяти учебных заведений, в том числе Александровское реальное училище (основано в 1879 году), женское и уездное (открыто в 1883 году) училища, а также ряд приходских училищ, старейшее из которых — Знаменское — было основано в 1796 году:10.

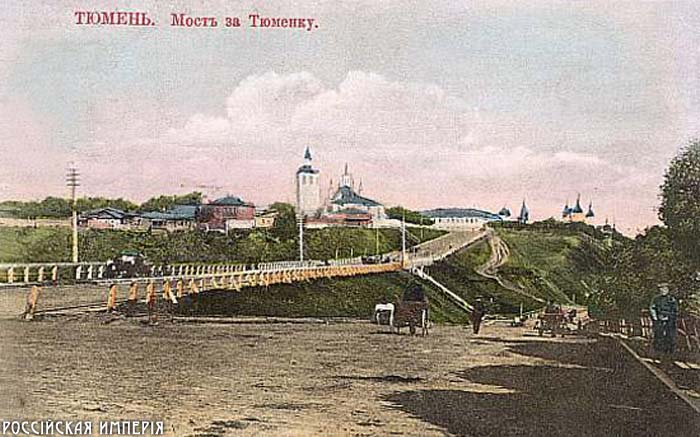
Дореволюционная открытка

В 1869 году появилась типография Константина Высоцкого — первая частная типография в Тобольской губернии. За ней последовали типографии А. Крылова (1897), А. Афромеева (1910), товарищества «А. Брюханов и К°» (1910). Высоцкий издавал и первую частную газету Тобольской губернии — «Сибирский листок объявлений» (1879).
В 1885 году была сдана в эксплуатацию железная дорога Екатеринбург—Тюмень, сооружённая по проекту Е. В. Богдановича. Открытие вокзала станции Тюмень состоялось 5 (17) декабря 1885 года. Во время гражданской войны в нём располагался штаб Восточного фронта Белой армии. В 1900 году Екатеринбург-Тюменская линия вошла в состав Пермской железной дороги. В 1913 году строилась Тюмень-Омская железная дорога, соединившая Пермскую дорогу с Транссибирской магистралью.
Железные дороги дали импульс развитию промышленности. В Тюмени появляются спичечная, писчебумажная фабрики, железнодорожные мастерские, чугунолитейный завод, паровые мукомольные мельницы, механические заводы по изготовлению приборов для маслодельной промышленности. Крупнейшие кожевенные предприятия оснащаются паровыми машинами.
К началу XX в. численность населения города достигла 30 тысяч и превзошла Тобольск. Тюмень стала крупным перевалочным пунктом для переселенцев и ссыльных; здесь находился приказ о ссыльных, регистрировавший и расселявший их по местам отбывания наказания.
Промышленность Тюмени в 1915 году:
| Производство     | Число предприятий | Сумма производства (тыс. руб.) | Число рабочих |
| ---------------- | ----------------- | ------------------------------ | ------------- |
| Мукомольное      | 4                 | 1785,3                         | 252           |
| Механическое     | 3                 | 3910,2                         | 60            |
| Судостроительное | 8                 | 727                            | 1310          |
| Кожевенное       | 20                | 700                            | 200           |
| Спичечное        | 1                 | 300                            | 327           |
| Лесопильное      | 7                 | 240                            | 311           |
| Кирпичное        | 15                | 150                            | 170           |
| Прочие           | 62                | 547,8                          | 553           |
| Итого            | 120               | 8360,3                         | 3183          |

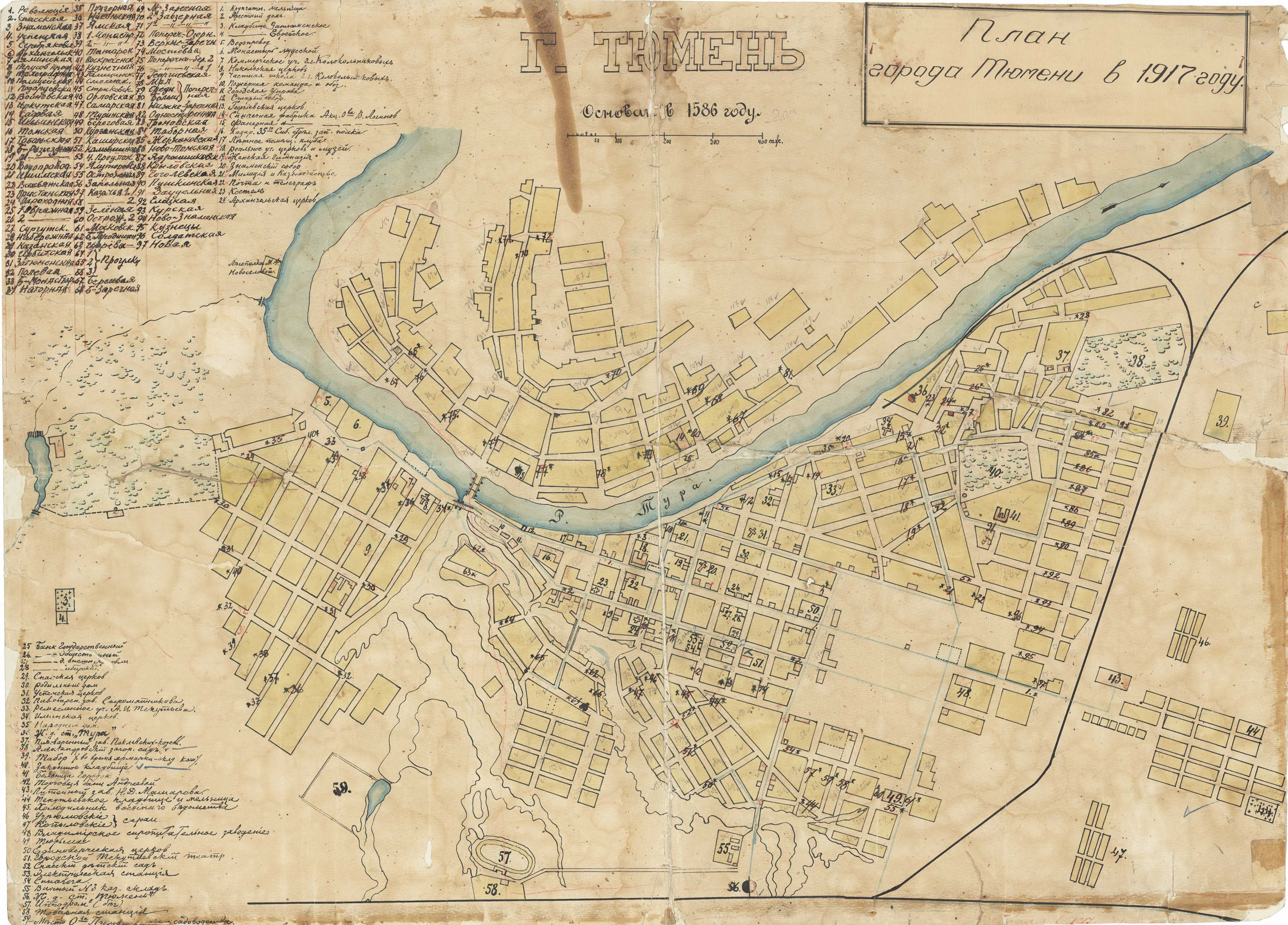
Карта Тюмени 1917 года

Инспекторский надзор фабричной инспекции не распространялся на столярные, колбасные, хлебобулочные, кондитерские, мыловаренные, большинство кожевенных и овчинно-шубных заведений, железнодорожные мастерские. Так что в общей сложности в городе имелось не менее 50 фабрик и мануфактур, на которых было занято свыше 4 тыс. рабочих.
Пролетариат активно участвовал в Первой русской революции, добиваясь улучшения условий труда и сокращения рабочего дня с 11 до 9 часов. В октябре 1905 г. в Тюмени был организован профессионально-политический Клуб союза рабочих, под его прикрытием складывается Тюменская социал-демократическая организация, вошедшая позднее в состав Уральского областного союза РСДРП и ставшая одной из крупнейших на Урале. В конце 1908 — начале 1909 г. большевики наладили подпольный выпуск газеты «Тюменский рабочий».

## В годы революции и Гражданской войны

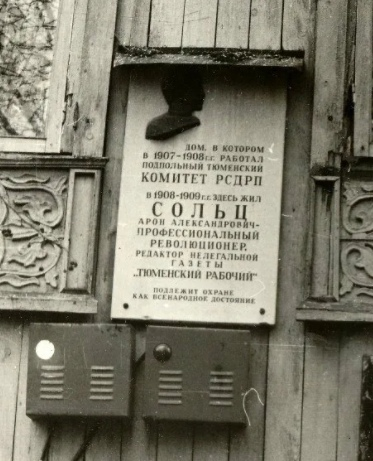
Дом Сольца (ул. Сакко, д. 32)

Революционные рабочие волнения 1905 года, прокатившиеся по России, дошли и до Тюмени. Так 9—10 мая пристанские рабочие затребовали сокращения рабочего дня с 14 до 11 часов, владельцы пароходов их требование выполнили. 28 мая 1905 года в Тюмени произошла первая массовая забастовка. Около 3 тыс. жителей, в основном грузчики пристани вышли в центр города, полиция договорилась с протестующими о выборе делегации из рабочих для переговоров с владельцами пароходов. Рабочие пошли по другим заводам, мельницам, увеличив количество протестующих. Протестующие закрывали лавки, магазины, некоторые просили денег у богатых. В ответ в городе ввели военные патрули. 4 дня в городе никто не работал. В результате рабочие промышленных заводов добились снижения рабочего дня до 9 часов и увеличения зарплаты.
8 января 1906 года появляются первые листовки. Первые участники тюменской ячейки РСДРП были арестованы. Зимой члены партии разделились на фракции большевиков и меньшевиков.
В 1907 году, сосланный в Тюмень, Арон Сольц возглавляет работу тюменского комитета РСДРП (б). Он организовывает тайную типографию на улице Большая Разъездная (сейчас улица Сакко), где 10 сентября 1908 года выходит первый выпуск газеты «Тюменский рабочий». При нём количество тюменских большевиков резко возрастает. В 1909 году его высылают в Туринск.
В результате февральской революции 1917 года в России приходит к власти Временное правительство. 2 марта в Тюмени был создан Временный исполнительный комитет. РСДПР создаёт в ответ Совет рабочих, солдатских и крестьянских депутатов, где хозяйничали меньшевики. 9 июля 1917 года прошли выборы в городскую думу, где почти все места заняли эсеры и меньшевики. 4 августа через город проехал в тобольскую ссылку со свитой бывший император Николай II. 10 августа Царская улица была переименована в улицу Республики.
В результате октябрьской революции 1917 года в стране захватывают власть большевики. В Тюмени Совет рабочих, солдатских и крестьянских депутатов согласно призыву Всероссийского Совета крестьянских депутатов не поддержал большевиков. Не поддержали большевиков и другие представители власти города.
В декабре 1917 г. в Тюмени была восстановлена большевистская партийная организация, в которую начали вступать новые приверженцы. Её возглавили Н. М. Немцов, Г. П. Пермяков, А. А. Неверов, М. В. Шишков.
Был обновлен состав Совета, куда после перевыборов вошли большевики. 5 января 1918 г. Совет принял постановление о переходе всей власти в городе в его руки. 23 января был избран новый, также большевистский по составу, исполком Совета. Его председателем стал Г. П. Пермяков — тюменский большевик, бывший рабочий. В тот же день этот исполком провозгласил установление в Тюмени Советской власти. Партийный комитет и Совет разместились тогда в одном здании (ныне дом № 2 по ул. Семакова).
Т. к. влияние большевиков в городе было слабо, то создать отделение Красной гвардии не смогли. Совет пригласил представителей Красной гвардии из Екатеринбурга, Перми и Омска. 23 февраля в Тюмень прибывают вооружённые отряды, которые занялись обысками, ревизией средств. Общая численность 5 вооружённых отрядов до 500 человек. Комиссары были поставлены в милиции, банках и казначействе. Совдеп находился в полном подчинении прибывших отрядов. Захвачены почта, железнодорожная станция, телеграф, разогнаны городская Дума и полиция. Руководил установлением власти Советов в городе Запкус(Зайпкус).
В апреле 1918 г. из Тобольска в Тюмень был перенесен губернский центр и образован исполком Тюменского губернского Совета рабочих, солдатских и крестьянских депутатов. Его первым председателем избрали Н. М. Немцова. Военным комиссаром — Г. П. Пермякова. В марте в Тюмени был создан отряд Красной Армии.
Отряд Запкуса арестовал в Тюмени первого главу Временного правительства князя Г. Е. Львова и увёз его в Екатеринбург.
В период Гражданской войны отряды белочехов, поддерживающих Временное правительство, захватывают 25 мая Екатеринбург, 2 июня — Курган, 7 июня — Омск. Основные отряды белогвардейцев выдвинулись из Омска вдоль железной дороги. Высланные навстречу красноармейские и добровольческие соцсомольские отряды были разбиты. 13 июня на пароходе по рекам прибывают партийные работники Омской, Тобольской губерний. Далее большевики эвакуировались по железной дороге и по Туре пароходами до Туринска, перед сдачей вывезли золото, драгоценности, документы.
20 июля 1918 года Тюмень была занята белогвардейцами, 8 августа 1919 года отряды 51-й дивизии В. К. Блюхера вошли в город.
В апреле 1918 года Тюмень стала центром Тюменской губернии. В период Гражданской войны шли бои за город: 20 июля 1918 года Тюмень была занята белогвардейцами, 8 августа 1919 года отряды 51-й дивизии В. К. Блюхера вошли в город.
В период с апреля по июль 1918 года (когда Тюмень была занята белочехами), а затем с 21 апреля 1920 года по 3 ноября 1923 года Тюмень была центром Тюменской губернии, с 3 ноября 1923 года по 17 января 1934 года — центром Тюменского округа в составе Уральской области.

## Индустриализация

### Административное подчинение
17 января 1934 года Постановлением ВЦИК Уральская область разделена на три области — Свердловскую с центром в г. Свердловске, Челябинскую область с центром в г. Челябинске и Обско-Иртышскую область с центром в г. Тюмени.
С 7 декабря 1935 года по 14 августа 1944 года Тюмень находилась в составе Омской области.

### Развитие промышленного потенциала
В 1930 году в Тюмени открыт первый вуз — агропедагогический институт. Появились первые автобусы.
3 декабря 1931 года Президиум исполкома Тюменского городского совета принял решение о строительстве новой электростанции для промышленных целей общей мощностью 12 МВт, в том числе первой очереди в 6 МВт. Начало работ было запланировано на 1932 год.
На предприятиях Тюмени началось замещение импортных машин и сырья на советские.
На заводе «Механик» импортное тавровое железо № 10 было заменено советским при сохранении качества продукции, этот завод осваивал выпуск станков, которые ранее ввозились из-за рубежа: шведского обрезного станка «Болиндер», английской ленточной пилы «Гейхарт» и австрийского рейсмусового строгального станка. С начала производства отечественных станков в 1928 году заводу удалось сэкономить до 4 млн золотых рублей, тратившихся ранее на закупку импортного оборудования.
На тюменском кожмехзаводе английские и американские красители и дубители были заменены советскими, что позволило сберечь до 60 тысяч рублей золотом в год. Спичечная фабрика «Пламя» в третьем квартале 1932 года переходит на отечественную бертолетову соль для выпуска спичек и дала в трест заявку на лущильные станки советского производства — «ярославки», но не на германские «олеки». В затоне госпароходства значительно упрощен и удешевлен сложный электросварочный агрегат: вместо двух с лишним тысяч рублей он обходится в 600 руб.
В 1936 году в Тюмени построена первая десятилетняя школа. Накануне войны Тюмень выпускала буксирные пароходы, баржи, станки, мебель, пиломатериалы, меховые изделия, обувь и много другой продукции. В городе действовали станкостроительный завод «Механик», деревообрабатывающий комбинат «Красный Октябрь» (ДОК), лесозавод «Республиканец», овчинно-шубный завод им. Кирова, фанерный комбинат, сапоговаляльная фабрика им. Челюскинцев, кирпичный завод «Труд», хлебокомбинат, рыбный, мельничный, водочный, пивоваренный заводы. В 1941 году в Тюмени был организован завод № 14 дезинфекционного оборудования Главмединструментпрома Наркомздрава СССР, который выпускал медикаменты и медицинское оборудование.

## Тюмень в годы войны
11 тысяч тюменцев защищали Родину на фронтах войны. Это большая часть населения города, составлявшего перед войной 70 тысяч человек. Тринадцать тюменцев стали Героями Советского Союза и один — полным кавалером Ордена Славы. Три располагавшиеся в городе военно-пехотных училища подготовили 12 тысяч офицеров, более 30 тысяч ушли на фронт курсантами.
С начала войны по февраль 1943 года горожане собрали для нужд фронта 14 млн. 222 тыс. руб., в том числе:
- на строительство самолётов — 77 тыс. руб.;
- на строительство бронепоезда — 269 тыс. руб.;
- на строительство поезда-бани — 163 тыс. 275 руб.;
- на танковую колонну «Боевые подруги» — 852 тыс. руб.;
- на авиаэскадрилью «Тюменцы — фронту» — 4 947 тыс. руб.;
- на танковую колонну «Омский колхозник» — 2 450 тыс. руб.;
- в Фонд обороны страны — 5 894 тыс. руб.

Тюменцы отправили фронтовикам 821 полушубок, 707 меховых жилетов, 2 423 пары валенок, 2 646 пар носков и чулок, 5 123 пары перчаток и варежек, а также 55 933 кг различных подарков. Даже школьники перечисляли заработанные деньги на нужды армии: они участвовали в постройке самолёта «Юный патриот г. Тюмени» и танка «Малютка».
В 1943—1944 годах Верховный Главнокомандующий Вооруженных Сил СССР И. В. Сталин направил Тюмени 11 благодарственных телеграмм за сбор средств в Фонд Обороны.
В феврале 1944 года тюменская милиция в течение двух недель собирала по городу котов и кошек для отправки в Эрмитаж (г. Ленинград), где за время блокады развелось множество грызунов, представлявших угрозу для произведений искусства. 238 «усатых стражей» было отправлено в северную столицу, где они дали начало новой популяции ленинградских кошек.

### Производство для фронта
В годы Великой Отечественной войны значительно вырос и промышленный потенциал города за счёт 22 эвакуированных из европейской части СССР предприятий. Уже во втором полугодии 1941 года объём выпуска продукции в Тюмени на 40 % превысил показатели предыдущего года.
В Тюмень были также эвакуированы ряд учреждений союзного и республиканского значения: Центральный Совет Общества содействия авиационной и химической промышленности (ОСОАВИАХИМ), Наркомат мясомолочной промышленности РСФСР, Всесоюзный транспортный шпало-пропиточный трест Центрального управления пути Наркомата путей сообщения СССР, лесозаготовительная контора Наркомата текстильной промышленности СССР, Украинский психоневрологический институт, Кубанский медицинский институт, Одесский механический техникум и другие учреждения.
Для размещения более 20 тысяч прибывших рабочих и оборудования в кратчайшие сроки были созданы необходимые условия. Были переоборудованы и вновь построены более 70 000 м². производственных площадей, на что было потрачено до 20 млн рублей капиталовложений. Тюменский городской Совет депутатов трудящихся вынужденно сократил норму жилой площади на одного человека до 4 м². и разрешил при необходимости вселять две семьи в одну комнату, разделенную ширмой ли перегородкой. В городе с вдвое увеличившимся населением были также приняты срочные меры по организации питания, медицинской помощи.
Несмотря на трудности сурового климата, дефицит транспорта и электроэнергии, уже в 1942 году все эвакуированные заводы приступили к работе. К январю 1945 года выпуск продукции в промышленности города возрос на 77,2 % (102 млн рублей) в сравнении с 1942 годом, на предприятиях союзного значения в это время выпуск продукции удвоился.
По данным Тюменского горкома ВКП(б), в первые два года войны (1941—1942) кадровых рабочих-мужчин в промышленности и на транспорте заменили женщины и подростки в количестве 10 620 человек. Тысячи подростков получали рабочие профессии в школах фабрично-заводского обучения (ФЗО). Комсомольцы включились в стахановское движение и в сентябре 1941 года стали выполнять по две-три нормы за смену. Из 2 532 тюменских комсомольцев 528 получили звание стахановца, 503 — ударника, 101 — отличника. Число комсомольско-молодежных и фронтовых бригад, показавших высокую производительность труда, выросло с 12 в 1942 году до 415 в 1943-м.
В октябре 1942 года 11-летний Боря Ильинский организовал на Тюменском фанерокомбинате фронтовую пионерскую бригаду, в которой пять пионеров выполняли норму взрослого рабочего, а через месяц превзошли её: при задании — 8 920 корпусов для мин ЯМ-5, ребята изготовили 11 тысяч 843 штуки. Почин Бори подхватили другие тюменские школьники, а сам глава пионерской бригады Борис Ильинский был награждён Почетной грамотой Наркомата лесной промышленности.
Тюменские предприятия поставляли армии торпедные бронекатера, планеры, миномёты, мотоциклы, электрооборудование для танков, снаряды, мины, медицинские препараты и саноборудование, авиафанеру, полушубки, валенки, смолы, цепи Галля, лыжи и лыжные установки, пароконные повозки, сани и продовольствие.
В Тюмени был сконструирован и изготавливался торпедный катер 123-бис «Комсомолец», причем эти катера и малые десантные планеры А-7 в годы войны выпускала только Тюмень.
Доставку грузов и людей обеспечивали железнодорожники и речники, при этом последние перевозили топливо, продукты питания для рыбаков и охотников Заполярья, доставляли выловленную рыбу на переработку, вывозили зерно и лес на судах, не приспособленных для морского плавания, по заминированным водам Карского моря и Обской губы.
В 1942 году на тюменском заводе № 241 был построен единственный экземпляр крылатого танка, разрабатывавшегося с 1941 по 1943 год авиаконструктором Антоновым: предполагалось буксировать по воздуху танк Т-60, погружённый на планёр КТ («Крылья танка»). В 1943 году танк был снят с производства.

### Город-госпиталь
Уже в первые дни войны в городе началось разворачивание больниц для лечения раненых, под которые были переоборудованы здания музея, пединститута, некоторых школ, дома санитарного просвещения и других учреждений — всего 26 самых вместительных и самых красивых зданий города. Первоклассные хирурги производили сложнейшие операции. Только за 1-е полугодие 1943 года они провели 2 000 операций. Для реабилитации раненых применялись современные методы лечения: сульфидная терапия, УКВ, парафин, лечебная физкультура и т.д, что позволило сократить средний срок лечения раненых до 60-75 койко-дней, а эффективность лечения позволяла возвращать в строй 72,3 % раненых и 90 % больных воинов. Всего 23 эвакогоспиталя предоставили медицинскую помощь 70 тысячам раненых бойцов, пятнадцать госпиталей находились непосредственно в Тюмени.
В январе 1942 года на собранные тюменцами 163 тысячи 275 рублей всего за 25 дней силами Тюменского депо был оснащён банно-прачечный дезинфекционный поезд из 10 вагонов (38-й БПДП), который побывал на четырёх фронтах, дошёл до Берлина, пропустив через парилку и помывочные вагоны около миллиона фронтовиков и военнопленных. Благодарности солдат и офицеров, а также маршалов Рокоссовского и Жукова занесены в книгу отзывов легендарного 38-го БПДП.
Более 3 500 жителей Тюмени были удостоены звания «Почётный донор СССР».
На I Тюменской областной партийной конференции 18 февраля 1945 года профессор Б. И. Збарский так охарактеризовал работу коллег: «…Я видел работу учителей, врачей… С большой самоотверженностью учителя в тяжелых условиях, в плохо отопленных зданиях, почти без освещения, при недостаточном количестве учебников прекрасно работали; врачи при недостатке лекарств работали самоотверженно. Школы работали бесперебойно, учащиеся были обеспечены вниманием учителей. Наши врачи достигли того, что в городе, куда прибыло много эвакуированного населения, когда было большое движение с запада на восток и обратно, не было эпидемий. Словом, тюменская интеллигенция показала, несомненно, образцы исключительного патриотизма …».

### Хранение тела В. И. Ленина
Во время Великой Отечественной войны в город было эвакуировано тело В. И. Ленина; функции мавзолея временно исполняло здание нынешней Тюменской государственной сельскохозяйственной академии. Эта операция была проведена в ходе эвакуации культурно-исторических ценностей Московского Кремля в первый период Великой Отечественной войны по инициативе коменданта Кремля Николая Кирилловича Спиридонова. Эвакуация началась 4 июля 1941 года силами специальной группы Управления комендатуры Московского Кремля.
Здание Тюменского сельхозтехникума обнесли высоким забором, а окна комнаты на втором этаже (могильный зал), где хранилось тело, заложили кирпичом.
В Тюмени в 1942 году ответственный за поддержание тела Илья Збарский обнаружил на его кожных покровах плесень, в том числе чёрную. Бригада биохимиков предприняла невероятные усилия, чтобы ликвидировать очаги плесени и вернуть телу первоначальный вид. Каждые десять дней Борис Ильич Збарский лично по телефону докладывал Сталину о состоянии тела и обо всех происшествиях.
Приказ о реэвакуации тела Ленина был подписан 29 марта 1945 года. В апреле тело было возвращено в Москву. 12 сентября Сталин подписал приказ о возобновлении доступа в мавзолей.

## Столица Тюменской области
14 августа 1944 года была образована Тюменская область, центром которой стала Тюмень.
После открытия в Тюменской области в 1960-х годах крупных месторождений нефти и газа вся жизнь города была подчинена выполнению нефтесервисных и транспортных функций, необходимых для обеспечения потребностей Тюменского Севера.
В 1973 году в Тюмени был похоронен генеральный секретарь компартии Греции Никос Захариадис (1903—1973). В декабре 1991 года перезахоронен в Афинах.
31 августа 1991 года, после распада СССР, в Тюмень был переведён Рижский ОМОН.